# アクリル酸
アクリル酸（アクリルさん、英: acrylic acid）は、化学式が CH2=CHCOOH で表される有機化合物である。最も単純な不飽和カルボン酸で、カルボキシ基に直接ビニル基が結合している。IUPAC命名法では、2-プロペン酸（2-propenoic acid）と表される。年間で100万トン以上製造されている。
融点 12 °C、沸点 141.6 °Cの無色透明の液体で、特有の刺激臭を有する。CAS登録番号は[79-10-7]。酸解離定数(pKa)は4.25、粘度は1.3 mPa s（20 °C）。
水、アルコール、エーテル、クロロホルムと混和する。

## 工業的製法
アクリル酸の工業的な合成法は、プロピレンの二段階酸化である。プロピレンを金属触媒存在下に酸素で酸化してアクロレインとし、さらにもう一段階の酸化によりアクリル酸とする。一段目の酸化反応は、触媒表面におけるプロピレンのアリル位水素の引き抜きと格子酸素の挿入等を経て、アクロレインが生成して完了するとされ、触媒は Mo-Bi-Fe に各種金属が添加された複合金属酸化物が用いられている。二段目の酸化反応は、アクロレインのアルデヒド基からの水素引き抜きと酸素挿入によるアクリル酸への転換反応であり、触媒は Mo-V に各種金属が添加された複合金属酸化物が用いられている。両者の酸化反応は最適な条件が異なるため別々の反応器で行われ、また冷却を容易にするため触媒を詰めた多数の管を集合させた反応器形状にするとともに、発熱抑制および爆発反応回避のために反応ガス中に水蒸気を添加して行われる。過去にはさまざまな合成プロセスが存在したが、原料・コストの両面からスタンダード・オイルの後継会社であるスタンダード・オイル・オブ・オハイオ（ソハイオ、SOHIO）社が開発した、アンモ酸化に代表される金属酸化物触媒による上記のプロセスがほとんどを占めるようになった。

## 利用
アクリル酸は適当な重合開始剤、あるいは酸素などの作用により容易に重合し、ポリアクリル酸(PAA)を与える。この重合体はカルボキシル基を多数持つために非常に親水性が高い。さらに架橋を加えて網目状としたポリマーは、ナトリウム塩の形とすると高吸水性ゲルとして優れた性能を示すことから、紙おむつ用などに用いられる。
アクリル酸をメチルエステルとしたアクリル酸メチル(methyl acrylate, MA)も、ポリアクリル酸メチル(PMA)などのポリマーの原料として重要である。

## 安全性
毒物及び劇物取締法により劇物に指定されている。また消防法による第4類危険物 第2石油類に該当する。